# Sémion Kosberg
Sémion Kosberg  (en russe : Семен Ариевич Косберг), né le 14 octobre 1903 (calendrier gregorien) / 1er octobre 1903 (calendrier julien) à Sloutsk et mort le 3 juin 1965 à Voronej en Russie est un ingénieur soviétique spécialiste de l'aviation et de la propulsion des fusées. Il a joué un rôle important dans le développement des systèmes d'injection directe en Union soviétique. À la fin des années 1950 il développe, à la demande de Sergueï Korolev,une série de moteurs-fusées pour les étages supérieurs de lanceurs spatiaux qui  sont toujours utilisés aujourd'hui.

## Formation
Kosberg nait en 1903 dans la ville de Sloutsk à l'époque située dans l'Empire russe aujourd'hui en Biélorussie dans une famille juive de forgerons. Après avoir aidé son père à la forge, il travaille comme ouvrier sidérurgiste à Léningrad puis étudie à l'Institut polytechnique de Léningrad avant d'obtenir un diplôme d'ingénieur en 1930  à l'Institut d'aviation de Moscou.

## Concepteur de système d'injection pour moteur d'avion
Il travaille par la suite à la mise au point de systèmes d'injection directe  pour les moteurs d'avion au sein du ministère de l'Aviation. En 1941 il est nommé responsable d'un bureau d'études  dédié aux systèmes d'injection qui vient d'être créé à Moscou. À la suite de l'avancée des troupes allemandes, le bureau est évacué à Berdsk en Sibérie occidentale avant de revenir s'installer en 1946 à Voronej. Kosberg fera toute sa carrière dans cette entreprise. Durant la Seconde Guerre mondiale, il met au point un système d'injection directe qui permet d'accroitre considérablement la puissance des moteurs des chasseurs soviétiques. Après la Seconde Guerre mondiale son bureau d'études, devenu l'OKB-154, étend ses développements aux moteurs à réaction. Il met au point également des fusées à ergols liquides utilisées pour l'assistance au décollage des avions.

## Implication dans le programme spatial soviétique
En février 1958, Sergueï Korolev, qui vient de placer le premier satellite artificiel en orbite autour de la Terre, très impressionné par une des réalisations de Kosberg, parvient à persuader celui-ci de travailler également dans le domaine spatial. Kosberg développe la turbopompe du moteur RD-0105 de l'étage supérieur de la fusée Luna qui lance la première sonde spatiale . Par la suite son bureau conçoit plusieurs moteurs-fusées  de puissance croissante, comme le RD-0109, pour accompagner le développement de l'astronautique soviétique. Kosberg décède des suites d'un accident automobile le 3 juin 1965 à Voronej. 
Kosberg a reçu le prix Lénine en 1960, l'ordre de Lénine et plusieurs autres médailles. Le cratère Kosberg sur la Lune porte son nom. Son entreprise, rebaptisée KB Khimautomatiki en 1966 (abrégé en KBKhA) , existe toujours en 2014.